# اسکات گارنر
اسکات گارنر (انگلیسی: Scott Garner؛ زادهٔ ۲۰ سپتامبر ۱۹۸۹) بازیکن فوتبال اهل بریتانیا است.
از باشگاه‌هایی که در آن بازی کرده‌است می‌توان به باشگاه فوتبال منزفیلد تاون، باشگاه فوتبال کمبریج یونایتد، باشگاه فوتبال لینکولن سیتی، باشگاه فوتبال آلفرتون تاون، باشگاه فوتبال گریمزبی تاون، باشگاه فوتبال بوستون یونایتد، و باشگاه فوتبال لستر سیتی اشاره کرد.
وی همچنین در تیم ملی فوتبال England C بازی کرده‌است.